# Tsingyralle
Die Tsingyralle (Mentocrex beankaensis) ist eine wenig erforschte Vogelart aus der Gattung Mentocrex. Sowohl der Trivial- als auch der Artname beziehen sich auf das Verbreitungsgebiet, das den Tsingy und den Forêt de Beanka (Beanka-Wald) im zentralen Nordwest-Madagaskar umfasst.

## Systematik
Die Tsingyralle wurde 2011 auf der Basis eines 2009 gefangenen Männchens und eines 2001 gefangenen jungen Weibchens im Daunengefieder, das zuvor für eine Graukehlralle (Mentocrex kioloides) gehalten wurde, als Mentocrex beankaensis wissenschaftlich beschrieben. Da die Gattung Mentocrex aber bereits 1998 mit der Gattung Canirallus synonymisiert wurde, stellte der International Ornithological Congress die Tsingyralle im Jahr 2011 in die Gattung Canirallus. 2019 wurde sie vom IOC erneut in die Gattung Mentocrex gestellt. Die Betrachtung der Tsingyralle als eigenständige Art ist nicht ganz unumstritten. Sie wird zwar vom IOC, im Handbook of the Birds of the World und in der Clements Checklist of Birds of the World als eigenständige Art anerkannt, in der Howard and Moore Complete Checklist of the Birds of the World wird sie jedoch als Unterart Mentocrex kioloides beankaensis gelistet.

## Merkmale
Größenangaben liegen nur vom Holotypus vor, einem 2009 gefangenen Männchen. Es hat eine Größe von 30 cm und eine Flügellänge von 142 mm. Stirn, Hals und Zügel sind dunkel rauchgrau und dunkel graubraun. Das Aussehen erscheint leicht marmoriert. Die Ohrdecken und das Gesicht ab unterhalb der Augen sind bis zum Wangenbereich dunkel zimtrötlichbraun. Nacken und Mantel sind hellumbra mit einer olivfarbenen Tönung. Der Unterrücken, die Schultern und die Oberflügeldecken sind bernsteinfarben. Bürzel und Oberschwanz sind mehr rötlich braun. Die Schwungfedern sind schwärzlich mit weißen Binden auf den Innenfahnen. Die innersten Armschwingen und die Schirmfedern sind schlichter und mehr umbra. Kehle und Kinn sind schmutzig weiß und von einer schmalen, dunklen Linie umrandet. Hals, Brust und die Oberflanken sind dunkel zimtfarben rötlich braun. Die Bauchmitte ist dunkel tonfarben mit einer umbra- oder olivfarbenen Tönung. Die Unterflanken und Oberschenkel sind dunkelbraun, umbra und blass gelbbraun gebändert oder gefleckt. Die gelbbraun mit zimtfarben rötlich braun gemischten Unterschwanzdecken haben dunkle Binden. Die Unterflügeldecken, die Achselfedern und die Schwingen sind schwarzweiß gebändert. Die Iris ist rötlich kastanienbraun, der Schnabel ist hell blaugrau mit einer hellen horn- oder elfenbeinfarbenen Spitze. Die Basis des Oberschnabels ist dunkel. Die Beine sind schwärzlich. Von der nahe verwandten Graukehlralle unterscheidet sich die Tsingyralle durch die größere Größe, die allgemein dunklere Gefiederfärbung sowie durch die weniger einheitliche Färbung von Stirn und Zügeln. Die Geschlechter sehen vermutlich gleich aus. Die juvenilen Vögel sind bisher unbeschrieben. Das junge Weibchen im Daunengefieder hatte eine dunkelbraune Iris.

## Lebensraum und Lebensweise
Der Lebensraum umfasst Karst mit Felsnadeln, eine Landschaft, die in Madagaskar als Tsingy bekannt ist. Die Tsingyralle ist in 100 bis 320 m Höhe in Canyons zu finden, die von freiliegenden Felsen umgeben und mit trockenen Laubwäldern bewachsen sind. Die Art kommt generell in niedrigeren Höhenlagen vor als die Graukehlralle, die in der benachbarten Sabirano-Region beobachtet wurde. Die Tsingyralle ist offenbar ein Standvogel. Mehr ist über ihre Lebensweise nicht bekannt.

## Status
Die Tsingyralle steht auf der Vorwarnliste der IUCN. Sie hat ein sehr begrenztes Verbreitungsgebiet, das wahrscheinlich eine Fläche von nur 125 × 5 km umfasst. Die Größe der Gesamtpopulation wird als sehr gering eingeschätzt. Der größte Teil des Bemaraha-Massivs steht unter Naturschutz. Menschlicher Druck auf das Gebiet ist im Allgemeinen gering, da der Zugang schwierig ist und die Bodenqualität schlecht. Aktivitäten von Ölsuchern in den 1980er Jahren haben jedoch den Zugang zu einigen bisher undurchdringlichen Gebieten erleichtert. Obwohl das Tsingy de Bemaraha Nature Reserve (am Nordende des Massivs) und der Nationalpark Tsingy de Bemaraha (am Südende des Massivs) gesetzlich geschützt sind, ist der Großteil der Region schlecht kontrolliert. Wahrscheinlich kommt es zu Lebensraumverlust, insbesondere durch Wanderfeldbau, Weidelandgewinnung, Holzsammeln sowie die Entfernung von anderen Waldressourcen. Zur Anregung des Graswachstums für die Weidegewinnung und beim Anlegen von Pfaden werden Brände gelegt. Die Tsingyralle scheint zudem durch die Jagd gefährdet zu sein, die wahrscheinlich häufig verkommt. Im Norden des Verbreitungsgebietes in den Kalksteinnadeln werden Rallen und Lemuren von Wildererbanden für den Nahrungserwerb gejagt.